# Хронічний середній отит
Хроні́чний сере́дній оти́т — це довготривале гнійне запалення слизової оболонки та прилеглої кістки порожнин середнього вуха, яке розвивається в умовах зниження неспецифічних і специфічних чинників захисту організму.

## Клініка
Головним в кожному конкретному випадку є визначення провідної етіологічної і патогенетичної ланки, спираючись на яку можна ліквідувати хронічний запальний процес у порожнинах середнього вуха. Патогістологічні зміни залежать від багатьох чинників, але головним чином — від клінічної форми хронічного середнього отиту.